# Эриба-Адад I
Эриба-Адад I (аккад. «Адад приумножил») — правитель города Ашшура в 1392—1366 годах до н. э.
Сын Ашшур-бел-нишешу. Согласно «Ассирийскому царскому списку», Эриба-Адад I правил 27 лет. В частных документах титуловал себя уже «царём». Хотя в официальных надписях он так себя не называл, но всё же принял звание «поставленный Эллилем».
Вероятно, Эриба-Адад I был вассалом Митанни. Однако когда митаннский царь Тушратта начал войну со своим братом Артадамой II, Эриба-Адад оказал помощь сыну последнего Шуттарне III.